# Kevin Eastman (basket-ball)
Pour les articles homonymes, voir Kevin Eastman.
Kevin Eastman, né le 7 avril 1955, est un ancien joueur et actuel entraîneur américain de basket-ball.  

## Carrière
Eastman a été entraîneur adjoint à l'Université de Tulsa, à Virginia Commonwealth University, dans l'équipe des Colorado State Rams et à l'université de Richmond. Il est ensuite devenu entraîneur de l'Université d'État de Washington de 1990 à 1994, puis de l'Université de Caroline du Nord à Wilmington de 1994 à 1999. De 2002 à 2003, il prend le poste de directeur sportif à Randoph-Macon College, puis devient de 2003 à 2004, directeur de Nike Basketball’s National en 2003–2004.
Kevin Eastman est l'adjoint de Doc Rivers aux Celtics de Boston de 2004 à 2013, puis il suit ce dernier lors de son départ vers les Clippers de Los Angeles.